# 格爾切尼鄉
46°46′N 27°17′E / 46.767°N 27.283°E
格爾切尼鄉（羅馬尼亞語：Comuna Gârceni, Vaslui），是羅馬尼亞的鄉份，位於該國東北部，由瓦斯盧伊縣負責管轄，面積58平方公里，海拔高度230米，2007年人口2,578，人口密度每平方公里45人。